# Helmshagen
Helmshagen ist ein Ortsteil der Gemeinde Weitenhagen im Landkreis Vorpommern-Greifswald. Der Ort liegt südlich von Greifswald an der Landesstraße 35 (ehemals Bundesstraße 96). Er ist unterteilt in Helmshagen I östlich und Helmshagen II westlich der Landesstraße.

## Geschichte
Helmshagen wurde erstmals 1274 in einer Urkunde als Helmerichshagen bezeichnet. Herzog Barnim I. von Pommern hatte der Stadt Greifswald das Dorf geschenkt und es wurde damit das erste Landgut in Stadtbesitz.
Das Gut lag innerhalb der Besitzungen des Klosters Eldena, das daher für einen Landausgleich entschädigt werden musste. Im Dreißigjährigen Krieg wurden alle Gebäude zerstört. 1637 wurde Helmshagen an Jacob Krüger verpachtet. Im 18. Jahrhundert nutzten die Betreiber der Greifswalder Saline auf dem Gutsland einen Torfstich zur Brennstoffgewinnung.
An der Straße von Greifswald nach Gützkow und Jarmen befand sich im 19. Jahrhundert eine Wegegeld-Hebestelle in dem dortigen Chausseehaus. Bis 1842 bestand der Ort aus nur einem Gutshof und der Landarbeiterkatenzeile, dann wurde das Areal in das eigentliche Vorwerk und zwei westlich des Hauptortes gelegene Nebenhöfe unterteilt, die getrennt verpachtet wurden. Die landwirtschaftlichen Erträge des Gutes lagen im 19. Jahrhundert unter dem Durchschnitt des Landkreises. Südlich des Vorwerks befindet sich der Helmshagener Forst, für den 1843 ein eigener Holzwärter angestellt wurde. 1862 hatte Helmshagen 125 Einwohner, 1865 waren es 99.
Das pommersche Landgut Helmshagen, ein Vorwerk der Stadt Greifswald, hatte in der Zeit zwischen 1715 und dem Ende des Zweiten Weltkriegs insgesamt achtundvierzig Pächter. Darunter auch Oberstleutnant a. D. Fritz von Steuben, langjähriger Vorsitzender des ersten von Steubenschen Familienverbandes. Im Greifswalder Stadtarchiv ist er vom 24. Juni 1919 bis zum 24. Juni 1943 als Pachtbesitzer ausgewiesen. Nach seiner Heirat mit der Lausitzer Gutsbesitzerstochter Herta Schulz von Borkowski wollte sich der Berufsoffizier mit dem Landsitz einen adäquaten gesellschaftlichen Rahmen sowie einen landwirtschaftlichen Nebenerwerb schaffen. Vermittelt wurde ihm das Anwesen durch seinen Schwager Wilhelm Schulz von Borkowski, der als Oberleutnant bei den „92ern“ (Infanterieregiment 92) in der Greifswalder Graf Schwerin - Kaserne diente. Während seine Gattin dauerhaft in Helmshagen lebte, hielt sich Steuben jedoch überwiegend in Berlin auf, wo er als Generalstabsoffizier berufsbedingt stationiert war. Nach Flucht und Vertreibung verbrachte das Ehepaar seine letzten Jahre in Neuhaus am Schliersee (Bayern).
Nach Angaben des Güter-Adreßbuches 6 für den Landkreis Greifswald hatte das Gut Helmshagen eine Gesamtgröße von 193 Hektar. Davon 162 Hektar Ackerland und Gärten, 16 Hektar Wiesen, 10 Hektar Weiden sowie 5 Hektar Hofgelände, Wege und Brachland. Der Viehbestand umfasste 24 Pferde und Fohlen, 110 Rinder (davon 60 Milchkühe), 350 Schafe und 100 Schweine. Zum Maschinenpark gehörte unter anderem auch ein  moderner Lanz-Bulldog. Die landwirtschaftliche Produktion bestand aus Markenmilch, Saatzucht, Getreide, der Zucht von Karakul-Schafen und veredelten Landschweinen. Der Personalbestand umfasste neben dem Gutsinspektor, dem Schmied und dem Kutscher fünf  Hausangestellte und 32 Landarbeiter. Der Einheitswert des Gutes betrug 158 600 Reichsmark, der Pachtzins ist nicht mehr fest-stellbar. Die Grundsteuer betrug 4492 Reichsmark pro Jahr.
Auf dem nördlich des Dorfes gelegenen Jölekenberg befand sich eine Bockwindmühle und noch weiter nördlich an der Straße nach Greifswald ein ebenfalls zu Helmshagen gehörende Holländerwindmühle. Unweit davon befand sich bis nach 1920 lt. MTB die Helmshagener Ziegelei, die über eine Feldbahn verfügte, die bis in das Waldgebiet südlich von Helmshagen führte.

## Wirtschaft und Infrastruktur

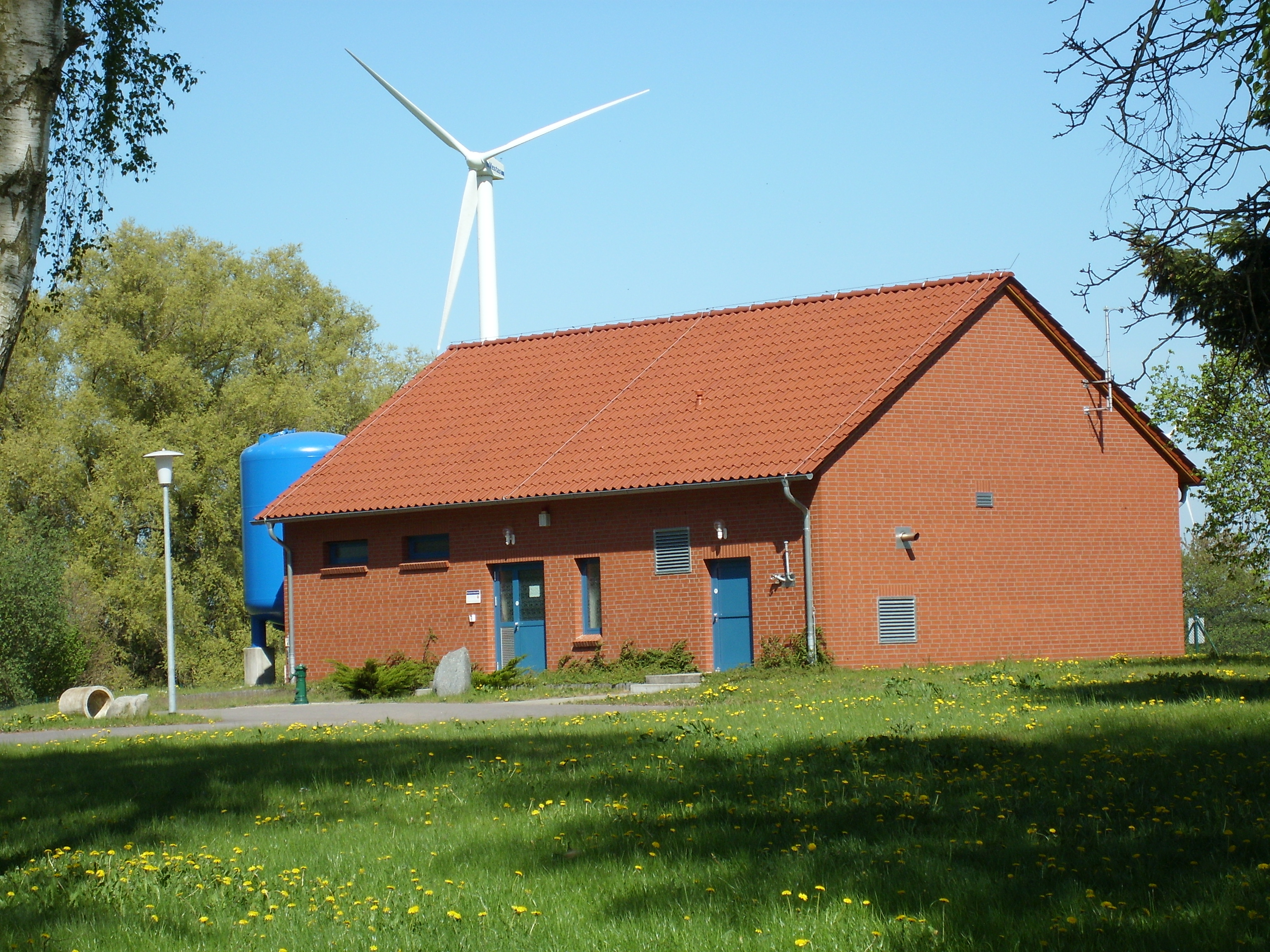
Wasserwerk Hohenmühl; im Hintergrund eine der Windkraftanlagen

Das Gebiet von Helmshagen I ist hauptsächlich von Land- und Forstwirtschaft geprägt, in Helmshagen II befindet sich ein Gewerbegebiet. Nördlich von Helmshagen II wurde 2000 ein Windpark mit 14 Windenergieanlagen und einer installierten Leistung von 8,58 Megawatt errichtet. Im Nordwesten betreibt die Stadt Greifswald das Wasserwerk Hohenmühl.